# Agrypon crassifemur
Agrypon crassifemur là một loài tò vò trong họ Ichneumonidae.